# Velký Šenov zastávka
Velký Šenov zastávka je železniční zastávka ve Velkém Šenově ve Šluknovském výběžku v Ústeckém kraji.
Zastávka se nachází v nadmořské výšce 375 m.
Zastávku provozuje Správa železnic. V zastávce nelze zakoupit jízdenky, obsluha cestujících probíhá ve vlaku.

## Železniční tratě
- 083 Rumburk–Sebnitz